# 威尔士 (纽约州)
威尔士（英語：Wales）是位于美国纽约州伊利县的一个镇，地处伊利县东部、东邻怀俄明县。2010年美国人口普查时，该镇有3005人。1818年，威尔士镇正式建立。其面积为35.6平方英里。